# Cantón Vinces
El  Cantón Vinces es uno de los 13 cantones que conforman la provincia ecuatoriana, de Los Ríos. Es uno de los cantones más antiguos de la provincia. Conocido como "París Chiquito", puesto que antiguamente los grandes hacendados enviaban a sus hijos a Francia para estudios, de allá venían con nuevas costumbres y vestimentas. 
El cantón Vinces tiene una extensión de 696,67 km². Es el tercer cantón más poblado de la provincia.
Tiene la población de 86.813 habitantes. El 54% de su población reside en el área rural, se caracteriza por ser una población de jóvenes, ya que alrededor del 44% de la población son menores de 20 años.
Su cabecera cantonal es la ciudad de Vinces, lugar donde se agrupa gran parte de su población total. En ella se encuentra una réplica de la Torre Eifel de París. 

## Cantones limítrofes con Vinces
| Noroeste: Balzar                  | Norte: Palenque     | Noreste: Mocache                  |
| Oeste: Balzar, Colimes, Palestina | Rosa de los vientos | Este: Ventanas, Puebloviejo, Baba |
| Suroeste: Salitre                 | Sur: Salitre        | Sureste: Baba                     |

## Gobierno Municipal
El cantón Vinces, al igual que los demás cantones ecuatorianos, se rige por un gobierno municipal según lo estipulado en la Constitución Política Nacional. El Gobierno Municipal de Vinces es una entidad de gobierno seccional que administra el cantón de forma autónoma al gobierno central. 
El Gobierno Municipal de Vinces, se rige principalmente sobre la base de lo estipulado en los artículos 253 y 264 de la Constitución Política de la República y en la Ley de Régimen Municipal en sus artículos 1 y 16, que establece la autonomía funcional, económica y administrativa de la entidad.

### Alcaldía
El poder ejecutivo del cantón es desempeñado por un ciudadano con título de Alcalde de Vinces, el cual es elegido por sufragio directo en una sola vuelta electoral sin fórmulas o binomios en las elecciones municipales. El vicealcalde no es elegido de la misma manera, ya que una vez instalado el Concejo Cantonal de Vinces se elegirá entre los ediles un encargado para aquel cargo. El alcalde y el vicealcalde duran cuatro años en sus funciones, y en el caso del alcalde, tiene la opción de reelección inmediata o sucesiva. El alcalde es el máximo representante de la municipalidad y tiene voto dirimente en el concejo cantonal, mientras que el vicealcalde realiza las funciones del alcalde de modo suplente mientras no pueda ejercer sus funciones el alcalde titular.
El alcalde cuenta con su propio gabinete de administración municipal mediante múltiples direcciones de nivel de asesoría, de apoyo y operativo. Los encargados de aquellas direcciones municipales son designados por el propio alcalde. Actualmente el Alcalde de Vinces es Alfonso Montalván Cerezo, elegido para el periodo 2019 - 2023. 

### Concejo cantonal
El poder legislativo del cantón es ejercido por el Concejo Cantonal de Vinces el cual es un parlamento unicameral que se constituye al igual que en los demás cantones mediante la disposición del artículo 253 de la Constitución Política Nacional. De acuerdo a lo establecido en la ley, la cantidad de miembros del concejo representa proporcionalmente a la población del cantón.
El cantón Vinces posee siete concejales, los cuales son elegidos mediante sufragio (Sistema D'Hondt) y duran en sus funciones cuatro años pudiendo ser reelegidos indefinidamente. De los siete ediles, cinco representan a la población urbana mientras que dos representa a las zonas rurales. El alcalde y el vicealcalde presiden el concejo en sus sesiones. Al recién instalarse el concejo cantonal por primera vez los miembros eligen de entre ellos un designado para el cargo de vicealcalde de la ciudad.
Los miembros del concejo cantonal organizarán las distintas comisiones municipales conforme a lo preescrito en los artículos 85 y 93 de la Codificación de Ley Orgánica de Régimen Municipal. Las comisiones están conformadas por los miembros principales y suplentes del concejo cantonal y por designados dentro de las diferentes instituciones públicas del cantón. Un concejal puede ser parte de más de una comisión.

## División Política
El cantón se divide en la cabecera cantonal; Vinces y una parroquia rural: Antonio Sotomayor, que es representada por el Gobierno Parroquial ante la Alcaldía.
| División territorial/parroquia                                                                                           | Superficie (km²) | Población (hab.) |
| --- | ---------------- | ---------------- |
| Vinces (Cabecera cantonal)                                                                                               | 554,16           | 67 927           |
| Antonio Sotomayor | 142,51           | 18 886           |
| Total cantón | 696,67 km²       | 86 813 hab.      |
| Datos proporcionados por el Instituto Nacional de Estadísticas y Censos sobre el Censo de Población y Vivienda del 2022. |                  |                  |